# Corallinales
Ordre
L'ordre des Corallinales est un ordre d'algues rouges de la sous-classe des Corallinophycidae, dans la classe des Florideophyceae. 

## Description et caractéristiques
Les algues corallinales sont des « algues calcaires encroûtantes » articulées ou non et d'aspect minéral. Leur couleur est généralement proche du rouge ou du rose, mais des formes avec d'autres couleurs existent, et celle-ci peut également varier en fonction de divers facteurs. Certaines sont ramifiantes (comme Corallina officinalis), présentant un thalle calcifié articulé par des parties molles, mais d'autres sont recouvrantes (comme les Porolithon), et se développement le long des parois minérales sur quelques millimètres d'épaisseur à la manière des lichens. Cette distinction n'est cependant pas un critère phylogénétique, aboutissant à des groupes paraphylétiques. 
On en compte deux familles principales (Sporolithacées et les Corallinacées), contenant au total plus de 700 espèces. 
Ces algues sont sans doute le groupe d'algues pouvant vivre le plus profond, jusqu'à −262 m aux Bahamas (à cette profondeur, la lumière est imperceptible pour un œil humain). On les retrouve sur tous types de roches, mais aussi sur des coquilles d'animaux (gastéropodes, oursins cidaroïdes, tortues...) ou des algues. Certaines formes sont libres, comme le maërl. 
Ces algues jouent un rôle prépondérant dans la construction et le maintien des récifs : elles représentent jusqu'à plus de 40 % de la biomasse des récifs.

## Liste des familles
Selon AlgaeBase (11 septembre 2024) :
- Corallinaceae J.V.Lamouroux, 1812
- Corallinales familia incertae sedis No Authority, No Date
- Cornutulaceae Korde, 1973
- Epiphytaceae Korde, 1959
- Hydrolithaceae R.A.Townsend & Huisman, 2018
- Katavellaceae Korde, 1966
- Lithophyllaceae Athanasiadis, 2016
- Ludloviaceae Tchuvashov, 1987
- Mastophoraceae R.A.Townsend & Huisman, 2018
- Porolithaceae R.A.Townsend & Huisman, 2018
- Spongitidaceae Kützing, 1843
- Tomentulaceae Korde, 1973

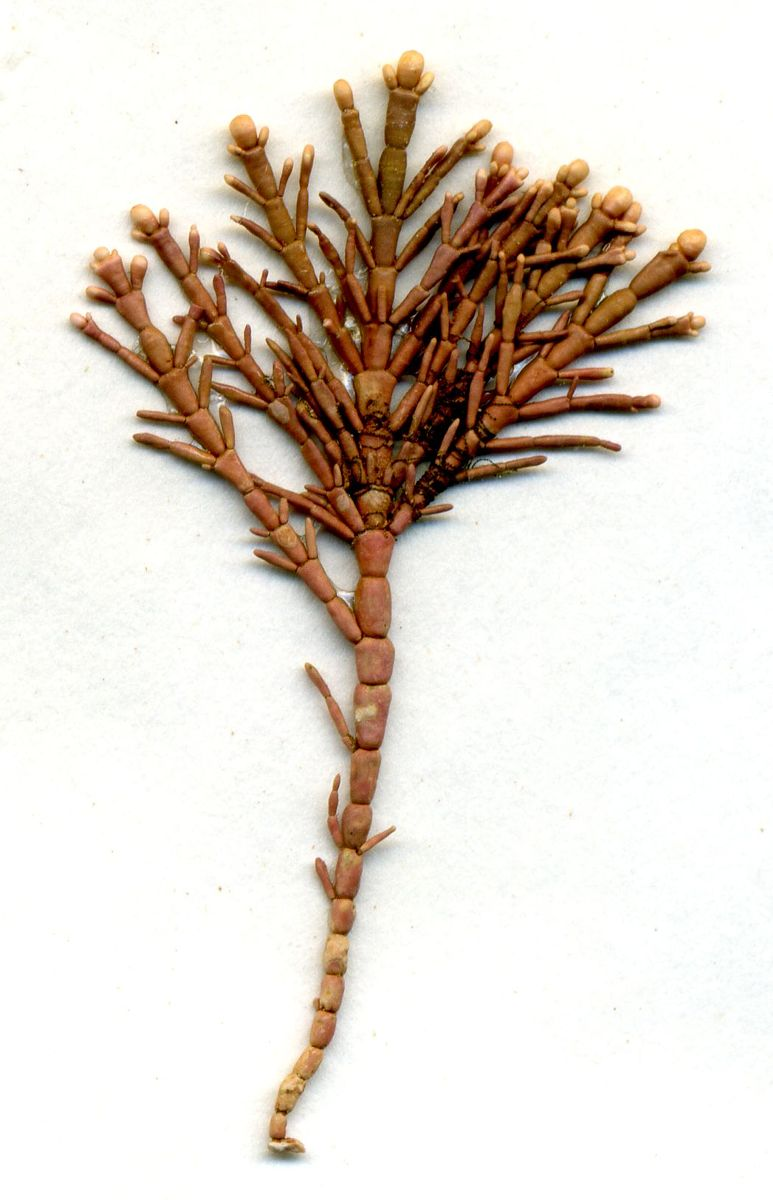
Corallina officinalis
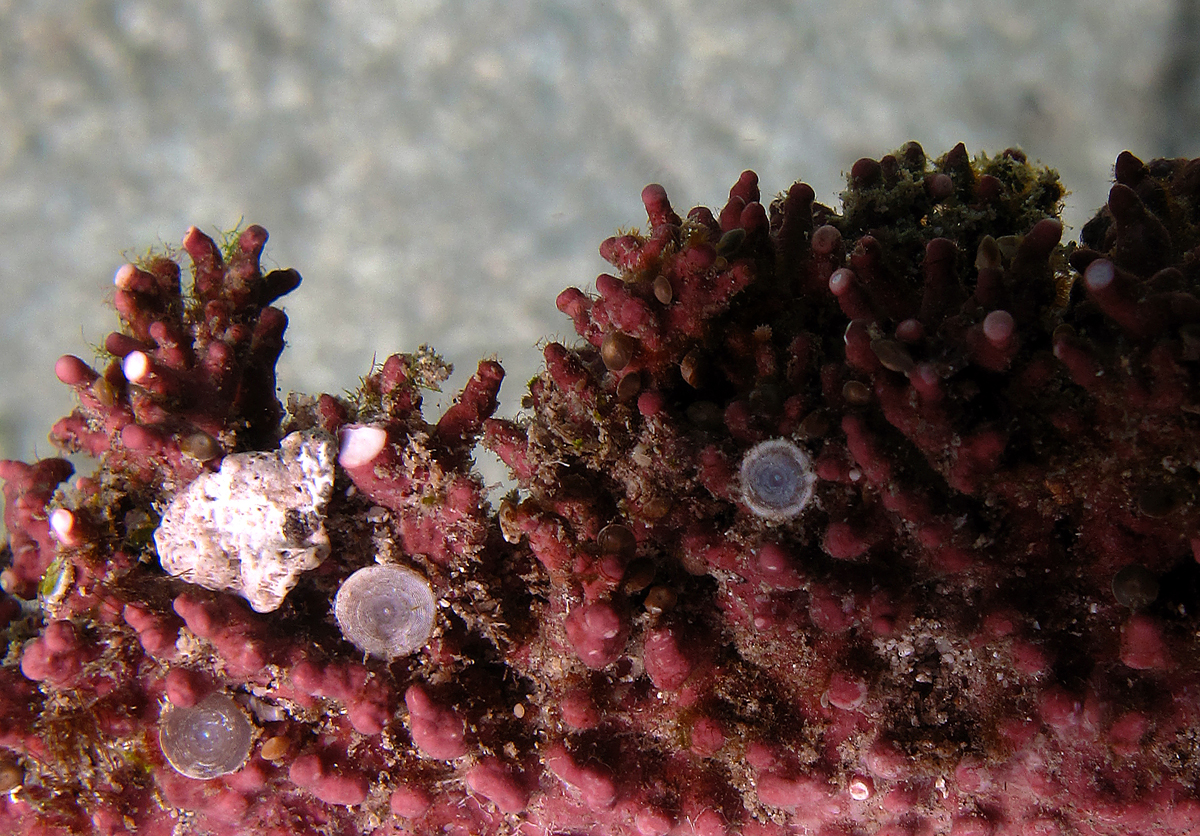
Lithothamnion sp.
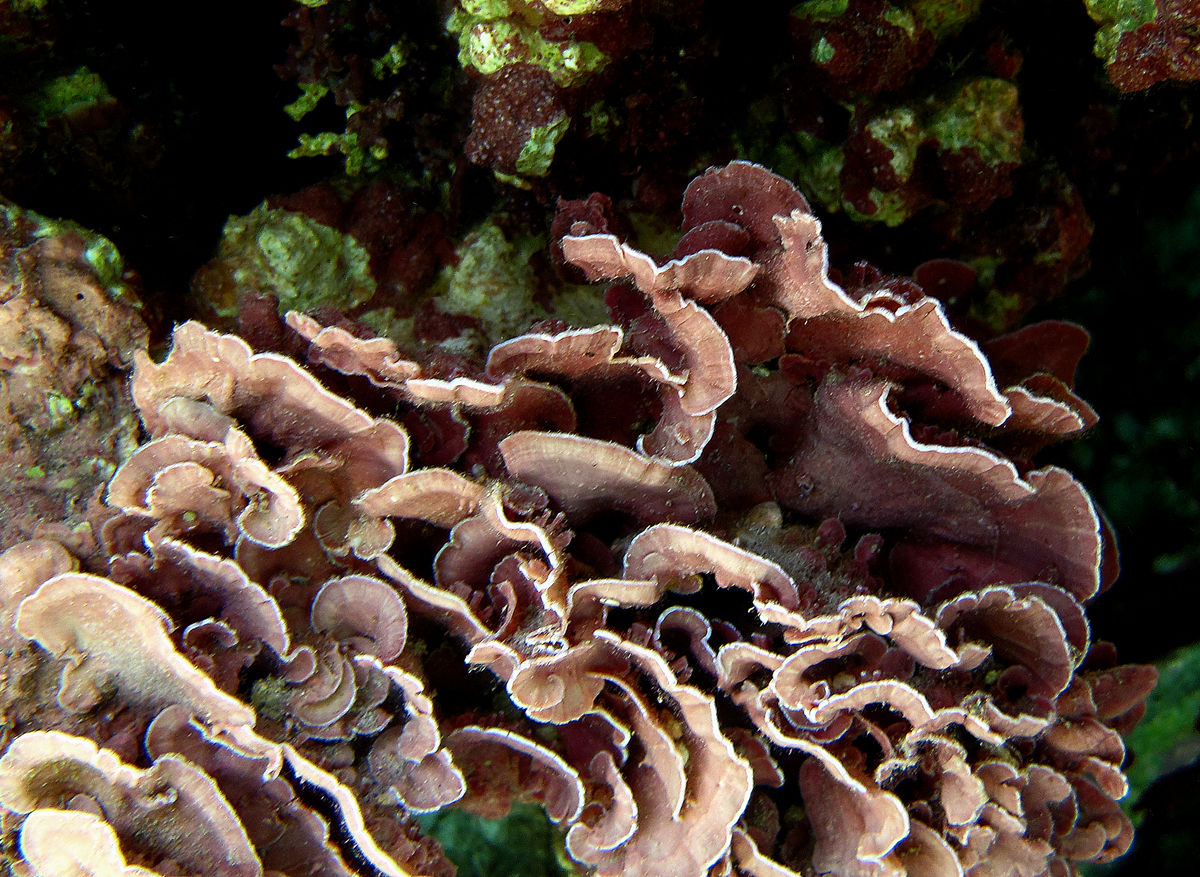
Mesophyllum sp.
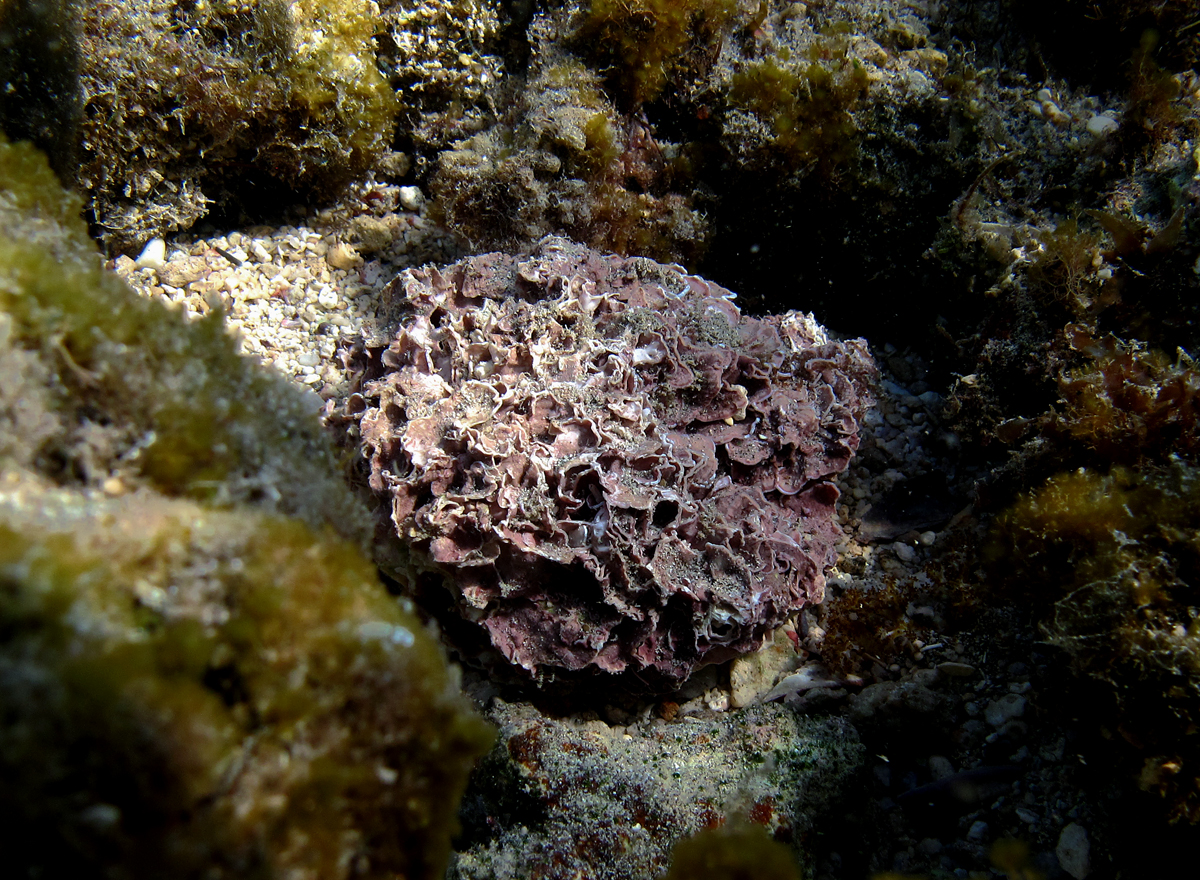
Un exemple de corallinale encroûtante non identifiée.
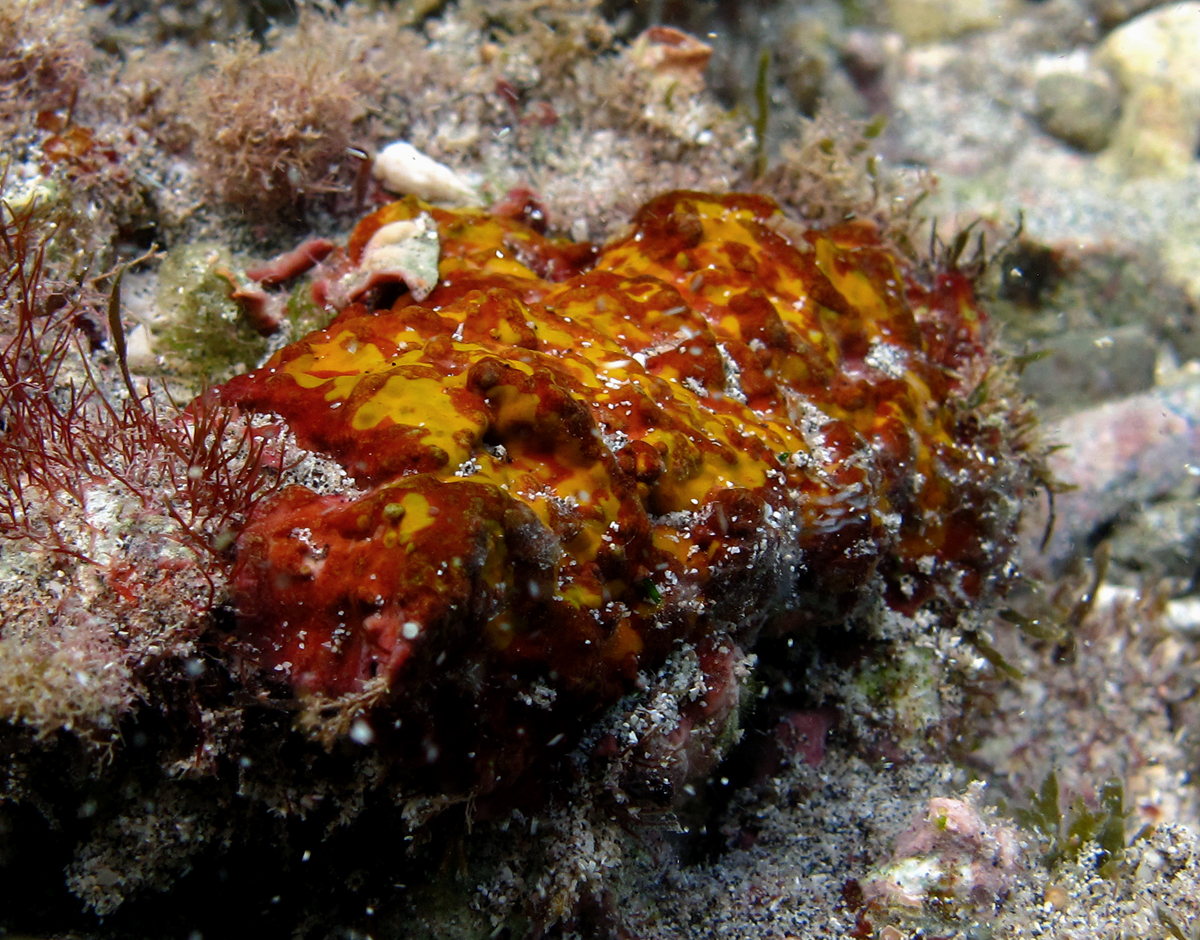
idem
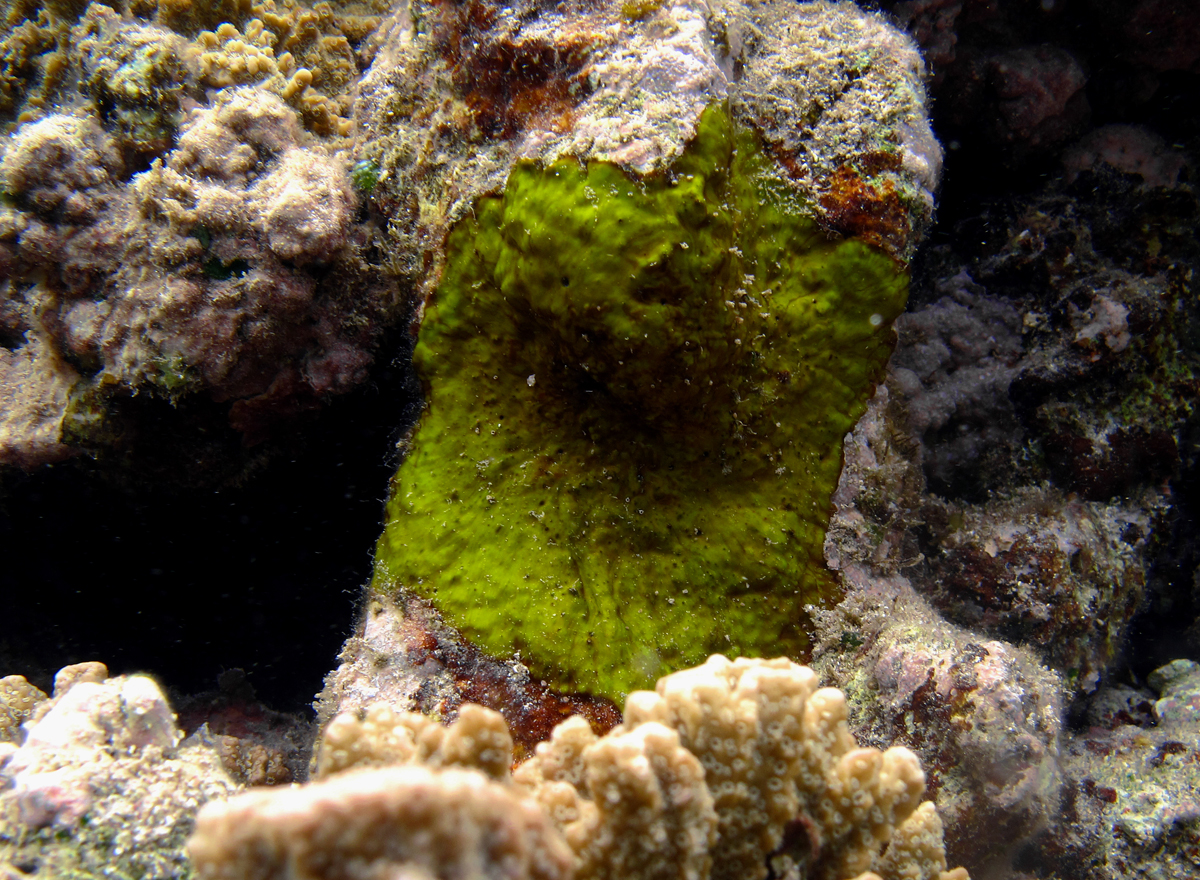
idem